# 枡谷音三
枡谷 音三（ますたに おとぞう、1872年9月22日（明治5年8月20日） - 1935年（昭和10年）11月24日）は、日本の政治家。衆議院議員（1期）。

## 経歴
山口県出身。1890年、赤間関商業学校(現・下関商業高等学校)卒。下関市議、同参事会員、山口県議、下関商業会議所会頭、下関、山口各商工連合会会長となり、関門製氷、枡谷商会、下関倉庫、桜山土地建物各(株)社長、門司瓦斯、長州鉄道、扶桑運輸、東洋製氷、山陽電気軌道、長府土地各(株)取締役、下関水産、馬関電燈、中国製氷、九州製氷、小野田セメント各(株)監査役となる。
1928年の第16回衆議院議員総選挙において山口1区(当時)から立憲政友会公認で立候補して当選した。衆議院議員を1期務めた。1930年の第17回衆議院議員総選挙には立候補しなかった。1935年死去。

## 家族
- 実父・福原彦七 ‐ 長州藩士。福原元僴の庶子。妻は井上馨の妹の孝子。[4]
- 養父・桝谷平三郎 ‐ 山口県赤間関市の洋鉄・船具商、米穀仲買商。下関米取引所の「桝平」として知られた相場師で地元有数の富商。[5][6]
- 実兄・福原栄太郎(1862-) ‐ 小野田セメント製造社長。慶應義塾で学び、三井物産入社。[4]
- 実兄・柏木勘八郎 (1866-) ‐ 旧名・福原二郎熊。福岡県多額納税者、宇島鉄道社長、桝谷商会監査役、農業。福岡県仲津郡大橋村(現・行橋市)の豪商「柏屋」の養嗣子となり、柏木勘八郎（8代目、直升）を襲名。先代（7代柏木勘八郎直満、1836年生）の長男・門三がロンドン留学中に病死し、英国大使館に勤務していた井上馨に世話になったことが縁で井上の甥にあたる二郎熊が養子入りして柏木家を継いだ。岳父に三越常務などを務めた桜井信四郎（桜井順の祖父）[4][7][8]
- 実弟・早川萬一 (1875-) ‐ 早川智寛の養嗣子で娘婿(のち再婚)。娘婿に竹添履信（嘉納治五郎長男）、片山準三。[4]
- 養弟・枡谷彦介 (1875-) ‐ 養父の養子で娘婿。関門製氷取締役。九州帝国大学工学部教授・末広忠介の弟。[9]
- 義弟・枡谷米市 (1877-) ‐ 養父の長男。大阪製氷社長。[10]
- 孫・桝谷利男（1932-） ‐ 五女・好の長男。三菱重工宇宙機器部長、日本ロケット協会会長。岳父に井手成三。二男の桝谷啓介は三菱航空機、三菱重工各社長。[11][12]